# Ребольо, Антонио
Антонио Ребольо Линьян (исп. Antonio Rebollo Liñán, родился 19 июня 1955 года в Мадриде) — испанский паралимпийский стрелок из лука, трёхкратный призёр летних Паралимпийских игр (1984, 1988, 1992). Известен как человек, который на церемонии открытия летних Олимпийских игр 1992 года зажёг Олимпийский огонь, выпустив из лука стрелу, которая попала в чашу Олимпийского огня на Олимпийском стадионе Барселоны.

## Биография
В возрасте восьми месяцев Антонио переболел полиомиелитом, что ослабило его ноги, особенно правую. В дальнейшем он стал заниматься стрельбой из лука. Он представлял Испанию на трёх Паралимпийских играх: 1984 (серебро, двойная интегрированная мишень FITA), 1988 (бронза, открытая двойная интегрированная мишень FITA) и 1992 годов (серебро, командное первенство, открытая мишень).
На церемонии открытия летних Олимпийских игр 1992 года огонь планировалось зажечь благодаря стрельбе, выпущенной из лука. Ребольо выиграл отбор среди 200 кандидатов, которые тренировались в стрельбе в разных условиях — в том числе на закате и при разных условиях ветра. Они выпускали горящие стрелы, от которых жгло пальцы. Ребольо вошёл в число четырёх финалистов отбора, и только за два часа до церемонии открытия его кандидатура была утверждена окончательно. Также Ребольо говорил, что все тренировки проводились в Монтжуикской крепости, а физическую форму он поддерживал благодаря комплексу упражнений, составленному врачом Мариано Эспиноза. О своём выступлении он говорил следующее в интервью NBC:

Страхов не было. Я практически был роботом. Я сконцентрировался только на том, чтобы сконцентрироваться и попасть в цель. От людей, которые описали мне, как они всё это видели, я собрал все ощущения. То, что они чувствовали, их эмоции, их крики. Именно это заставило меня понять, что значил в действительности этот момент.
Оригинальный текст (англ.)There were no fears. I was practically a robot. I focused on my positioning and reaching the target. My feelings were taken from the people who described to me how they saw it. What they felt, their emotions, their cries. This is what made me realise what the moment actually meant.